# Ilhas Virgens Britânicas nos Jogos Olímpicos de Inverno de 1984
As Ilhas Virgens Britânicas participaram dos Jogos Olímpicos de Inverno pela primeira vez nos Jogos Olímpicos de Inverno de 1984 em Sarajevo, na então Iugoslávia.

## Competidores
Esta foi a participação por modalidade nesta edição:
| Esporte                 | Masculino | Feminino | Total |
| ----------------------- | --------- | -------- | ----- |
| Patinação de velocidade | 1         | 0        | 1     |

## Desempenho

### Patinação de velocidade
Masculino
| Atleta        | Evento | Tempo   | Pos. | Ref.  |
| ------------- | ------ | ------- | ---- | ----- |
| Erroll Fraser | 500 m  | 43.47   | 40º  | [ 3 ] |
| Erroll Fraser | 1000 m | 1:30.59 | 42º  | [ 4 ] |